# Le Bœuf écorché (Rembrandt)
Pour les articles homonymes, voir Le Bœuf écorché.
Le Bœuf écorché est un tableau peint par Rembrandt en 1655. Il mesure 94 cm de haut sur 69 cm de large. Il est conservé au musée du Louvre à Paris.

## Analyse
C’est un des rares tableaux de nature morte du peintre, avec la portée morale d'un memento mori. À l'arrière-plan une servante, comme un spectateur de l'autre côté du tableau. 
Au-delà du contenu moral, Rembrandt s'intéresse ici au rendu des matières. Il avait observé ce modèle sur le vif, et le transcrit dans des empâtements huileux, ce qui crée un double effet d'attirance et de dégoût. L'économie de moyens est de plus en plus palpable avec une palette de plus en plus réduite, dans une touche rude et brutale.
Rembrandt gardera ce tableau dans son atelier jusqu'à la vente de ce dernier. 
Le même sujet dans des dimensions voisines (84 cm par 70,2 cm) est traité par un élève de Rembrandt, Jan Victors, dans un tableau des collections du Musée d'art et d'histoire de Genève, sans qu'il s'en dégage l'impression métaphysique que peut donner le tableau du grand maitre. 